# 孔宗笵
孔宗笵（？—？），一名宗轨，会稽山阴人，孔子三十三代孙，孔休源幼子，孔云童之弟。孔宗笵聪明有见识和气度，历任南梁尚书都官郎、司徒左西掾、中书郎、黄门侍郎。有子孔伯鱼。